# Speedshooting

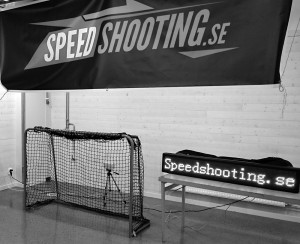
Exempel på Speedshootingutrustning för hastighetsmätning.

Speedshooting, engelsk term för hastighetsskott, är ett vanligt återkommande jippo inom idrott. Sporten går ut på att skjuta så hårt som möjligt med de redskap man använder inom sporten.

## Utrustning
Vanligtvis används två typer av utrustning för att bestämma hastigheten på bollen: laser eller radar.